# Южная Альберта
Южная Альберта (англ. Southern Alberta) — область, расположенная в канадской провинции Альберта. В 2004 году население региона составляло примерно 272 017 человек. Главными городами области считаются Летбридж и Медисин-Хат. Этот район известен, главным образом, сельскохозяйственным производством.

## География
Область имеет примерную площадь в 75 500 км².
Бо́льшая часть Южной Альберты расположена на севере Великих равнин, в западной части Скалистых гор, остальная часть региона расположена в полузасушливых прериях, где были построены фермы и ранчо. Почти все реки региона текут с запада на восток, включая реки Олдмен, Боу, Ред-Дир, Саут-Саскачеван.
В Южной Альберте находятся такие природные парки, как Уотертон-Лейкс, Сайпресс-Хиллс и Райтинг-он-Стоун, а обрыв Хед-Смэшт-Ин-Баффало-Джамп и провинциальный парк Дайносор были приняты в список Всемирного наследия ЮНЕСКО.

## Инфраструктура

### Основные дороги
- Шоссе Альберта 1
- Шоссе Альберта 2
- Шоссе Круснест
- Шоссе Альберта 4
- Шоссе Альберта 5
- Шоссе Альберта 36 (Ветеран Мемориал)
- Шоссе Альберта 41 (Буффало Трэйл)

Деревня Кутс — погранпереход в американский штат Монтана.

## Экономика
| Сектор                          | Рабочая сила | % от общего числа |
| ------------------------------- | ------------ | ----------------- |
| Сельское хозяйство              | 18085        | 13 %              |
| Добыча                          | 6450         | 5 %               |
| Производство                    | 11930        | 9 %               |
| Строительство                   | 10020        | 7 %               |
| Транспорт и коммунальные услуги | 7450         | 5 %               |
| Оптовая и розничная торговля    | 19865        | 15 %              |
| Финансы                         | 4700         | 3 %               |
| Бизнес и общественные услуги    | 52110        | 38 %              |
| Государственное управление      | 6110         | 4 %               |

## Муниципалитеты
| Города - Брукс - Летбридж - Медисин-Хат Мелкие города - Бассано - Боу-Айленд - Кардстон - Клэрсхолм - Колдэйл - Колхерст - Драмхеллер - Форт-Маклауд - Гранум - Ханна - Маграт - Милк-Ривер - Нантон - Ойен - Пикчер-Бьютт - Пинчер-Крик - Реймонд - Редклифф - Стейвли - Стратмор - Тейбер - Три-Хилс - Трошю - Воксхолл - Валкан | Деревни - Экми - Эрроувуд - Барнуэлл - Баронс - Карбон - Кармангей - Сиреал - Чампион - Кутс (погранпереход в американский штат Монтана) - Каули - Делиа - Дачесс - Импресс - Формост - Гленвуд - Хилл-Спринг - Хузар - Линден - Ломонд - Майло - Моррин - Мансон - Ноблфорд - Роккифорд - Розмэри - Стандарт - Стирлинг - Тиллей - Уорнер - Яангстаун | Специализированные муниципалитеты - Кроунест-Пасс Особенные районы - Уотертон-Лейкс Специальные территории - Специальная территория № 2 - Специальная территория № 3 |